# Szczawnik (wieś)

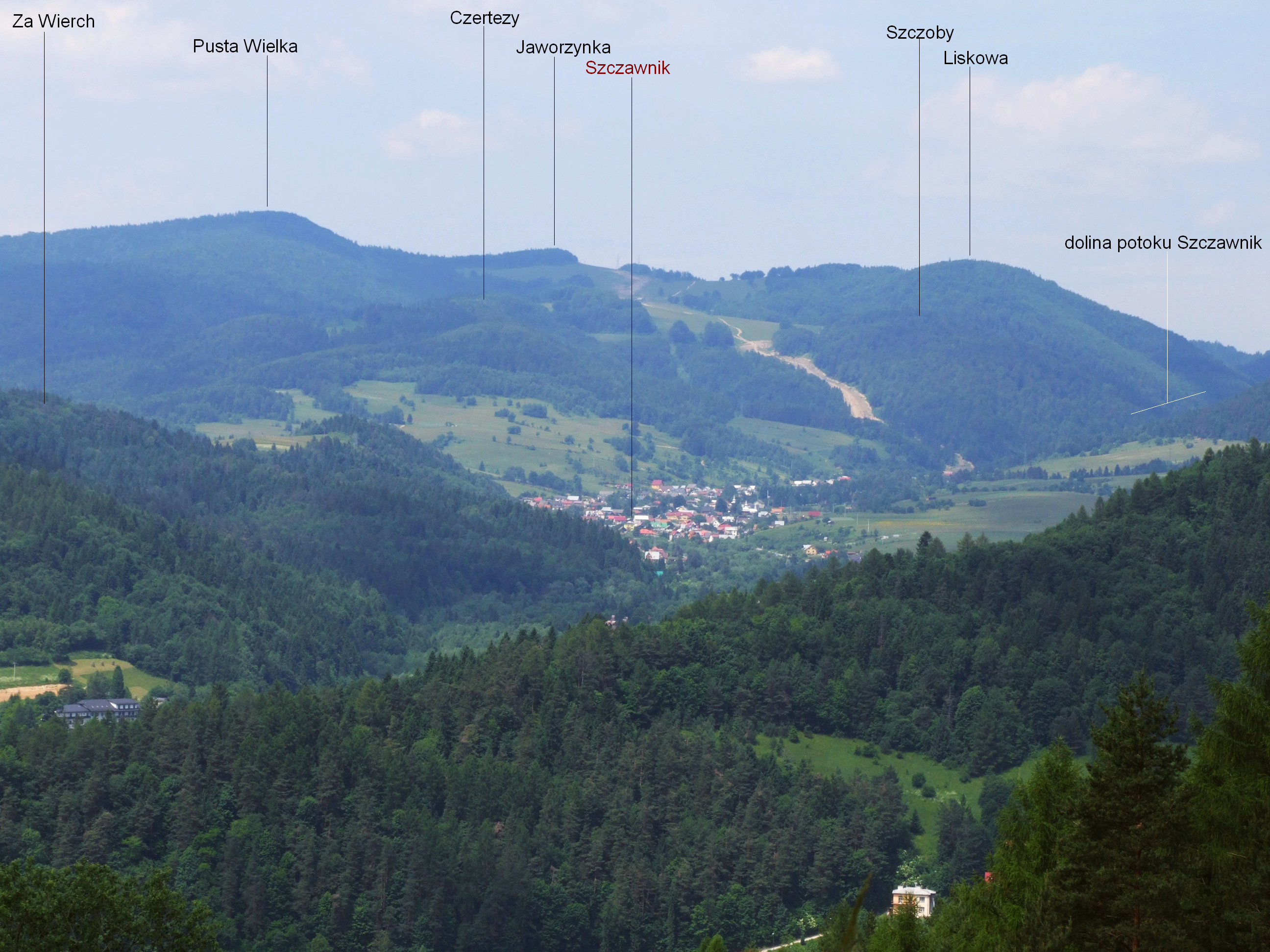
Ogólny widok miejscowości

Szczawnik – wieś w Polsce położona w województwie małopolskim, w powiecie nowosądeckim, w gminie Muszyna.
Wieś biskupstwa krakowskiego w powiecie sądeckim w województwie krakowskim w końcu XVI wieku. W latach 1975−1998 miejscowość administracyjnie należała do województwa nowosądeckiego. Nazwa wywodzi się od źródeł wody mineralnej, kwaśnych szczaw.

## Położenie
Miejscowość położona jest niedaleko Muszyny, w dolinie potoku Szczawnik, dopływu Popradu, na wysokości 520–620 m n.p.m. Znajduje się w Paśmie Jaworzyny w Beskidzie Sądeckim. Od północnej strony wznoszą się nad Szczawnikiem zalesione masywy Szczobów (838 m), Kotylniczego Wierchu (1033 m n.p.m.) i Jaworzyny Krynickiej (1114 m), od zachodu Pusta Wielka (1061 m), Czertezy (863 m) i Za Wierch (707 m), od południa i południowego wschodu Koziejówka (636 m) i Nowińska Góra (710 m).

## Historia miejscowości
Powstała na terenie dóbr muszyńskich (Państwo muszyńskie), od 1288 roku należała do biskupów Krakowskich. Kazimierz III Wielki odbił wieś z rąk biskupów, skolonizował. W 1352 roku miejscowość założono na prawie niemieckim. Pierwszymi mieszkańcami byli prawdopodobnie Polacy (według informacji Jana Długosza). W 1391 Król Władysław II Jagiełło zwrócił miejscowość biskupom, aż do 1791. W 1516 roku, za poleceniem biskupa Jana Konarskiego, dokonano ponownej lokacji wsi, tym razem na prawie wołoskim. Dotarli tu prawdopodobnie imigranci z Rumunii (potem zwanej potocznie rusinami). Przewaga liczebna tejże ludności spowodowała wpływy tej w ludności w życie codzienne. Do 1947 roku w tej miejscowości przeważała ludność łemkowska, dopiero akcja Wisła doprowadziła do ich opuszczenia.

## Zabytki
Obiekty wpisane do rejestru zabytków nieruchomych województwa małopolskiego.
- Cerkiew pw. św. Dymitra, obecnie kościół filialny, ogrodzenie z bramką, drzewostan, otoczenie w granicach cmentarza;
- kapliczka MB Nieustającej Pomocy.

### Inne zabytki
- Drewniane spichlerzyki zrębowe.

## Demografia
Ludność według spisów powszechnych w 2009, według PESEL.
| Rok    | 1900 | 1921 | 1931 | 2002 |
| Liczba | 106  | 121  | 117  | 163  |

| Zwierzęta | Konie | Bydło | Owce | Świnie |
| Liczba    | 23    | 370   | 276  | 62     |

## Turystyka
Szczawnik stanowi zespół uzdrowiskowo-wypoczynkowy gminy uzdrowiskowej Muszyna. Znajdują się tu zasoby wód mineralnych typu szczaw wodorowęglanowo-sodowo-magnezowo-wapniowo-żelazistych z dużą zawartością wolnego dwutlenku węgla oraz ekshalacje gazu (mofety). Źródła miejscowe to samowypływy i odwierty o głębokości 150–300 m. Jedno z popularnych źródeł wytryskuje w pobliżu cerkwi. Blisko centrum znajduje się wyciąg narciarski i znakowany szlak narciarski. Na wschód od wsi prowadzi turystyczny szlak zielony ze Złockiego na Jaworzynę (1114 m n.p.m.), a od wsi na północ żółty przez Pustą Wielką do Żegiestowa. W górnej części, za wsią, pole namiotowe, a na terenie miejscowości miejsca noclegowe w kwaterach prywatnych. W grudniu 2007 roku otwarto wyciąg narciarski będący elementem Stacji Narciarskiej Dwie Doliny Muszyna-Wierchomla.

## Edukacja
We wsi znajduje się przedszkole. Uczniowie uczęszczają do Zespołu Szkolno-Przedszkolnego w Złockiem.

## Ochotnicza straż pożarna
We wsi funkcjonuje jednostka OSP (wraz z remizą) założona w 1949 r.

## Szlaki turystyczne
Muszynka – Rezerwat przyrody Okopy Konfederackie – Wojkowa – Muszyna – Szczawnik – Pusta Wielka (1061 m n.p.m.) – Żegiestów